# V2 (Straßenbahn)
V2 war die Typenbezeichnung eines rumänischen Straßenbahn-Gelenkwagens. Der 1981–1982 bei Electrometal Timișoara (Eltim) gebaute sechsachsige Prototyp verkehrte im regulären Fahrgastbetrieb bei der Straßenbahn Timișoara. Dort war er unter der Betriebsnummer 230 in den Bestand der I.J.T.L. Timiș eingereiht, die 1991 in Regia Autonomă de Transport Timișoara (R.A.T.T.) umbenannt wurde. Das hier behandelte Fahrzeug war ferner der erste Gelenkwagen der Straßenbahn Timișoara überhaupt. Die vollständige Bezeichnung des Einzelgängers lautete Tramvai articulat V2-1982, diese war anfangs auch außen angeschrieben und setzte sich wie folgt zusammen:
| Tramvai articulat | rumänisch für Gelenk-Straßenbahn                                       |
| V2                | Kurzform für Vagon2, das heißt einem aus zwei Teilen bestehenden Wagen |
| 1982              | Datum der Inbetriebnahme                                               |

## Geschichte
Konstruktiv basierte der V2 auf den schon ab 1970 hergestellten konventionellen Timiș-2-Großraumzügen. De facto handelte es sich um einen Timiș-2-Triebwagen ohne Heck, der mit einem Timiș-2-Beiwagen ohne Front und ohne erstes Drehgestell kombiniert wurde. Eine Folge hiervon war, dass der V2 vor und hinter dem Gelenk über jeweils eine Doppeltür verfügte, die eigentlich auf den Betrieb von Vierachsern mit Fahrgastfluss und Mitteleinstieg ausgelegt war. Angetrieben waren beim V2 das erste und das letzte Drehgestell, das mittige Jakobsdrehgestell unter dem Gelenk lief hingegen antriebslos mit. Auch die Motorleistung des Gelenkwagens entsprach mit 192 beziehungsweise 240 Kilowatt exakt derjenigen eines Timiș-2-Triebwagens. Ebenso waren die Dachaufbauten gleich lang wie bei einem konventionellen Timiș-2-Vierachser, beim V2 mussten sie deshalb entsprechend auf beide Wagenhälften verteilt werden.
Der Versuchsträger diente dem Hersteller dazu, prinzipielle Erfahrungen mit Gelenkfahrzeugen zu machen. Zuvor existierten in Rumänien nur bei der Straßenbahn Bukarest mehrteilige Straßenbahnen. In der dortigen Hauptwerkstatt wurden diese allerdings schon seit 1972 in Form des dreiteiligen und sechsachsigen Typs V3A in Serie hergestellt.
Der Wagen 230 nahm Ende 1982 den Probebetrieb auf, eingesetzt wurde er zunächst auf der Linie 4. Später kam er – stets solo fahrend – auch auf anderen Strecken zum Einsatz, zum Beispiel auf den Ringlinien 6 und 7. Ein Einsatz mit Beiwagen wäre wegen der meist auf zwei Vierachser ausgelegten Bahnsteiglängen nicht möglich gewesen. Wegen zahlreicher technischer Probleme war der Gelenkwagen jedoch nur relativ selten im regulären Linienverkehr anzutreffen. 1985 befand er sich beispielsweise längere Zeit gar nicht im Einsatz.
Nachdem in Folge der Rumänischen Revolution vom Dezember 1989 und dem anschließenden wirtschaftlichen Niedergang die Fahrgastzahlen stark sanken, nahm die R.A.T.T. ihren Einzelgänger – als einen der ersten Triebwagen nach dem Umbruch – außer Betrieb. Zwar erhielt er im Laufe des Jahres 1991 noch die damals neu eingeführte Betriebsnummer an der Front, welche die seitlichen Nummern ersetzte – im August 1992 stand er aber bereits – ohne Gelenksverkleidung und ohne Außenspiegel – dauerhaft abgestellt im Freigelände des Depots Dâmbovița. 1994 wurde er zwar noch im Bestand der R.A.T.T. geführt, war aber damals nach wie vor abgestellt. 1998 wurde er – bereits in einem desolaten Zustand mit zerbrochenen Fensterscheiben – schließlich verschrottet.
Darüber hinaus gab es auch Pläne zum Bau eines dreiteiligen achtachsigen Gelenkwagens auf Basis des V2, die vorgesehene Typenbezeichnung lautete V3. Hierzu existierte bereits ein maßstabsgetreues Modell. Dieses Vorhaben wurde jedoch nicht verwirklicht, stattdessen stellte ELTIM 1985 einen weiteren Sechsachser mit der Typenbezeichnung V2C vor. Dieser unterschied sich jedoch konstruktiv erheblich vom V2 beziehungsweise von dessen Basistyp Timiș 2.